# Szlak zrywkowy
Szlak zrywkowy – szlak wycięty w drzewostanie, umożliwiający przeprowadzenie transportu drewna od pnia do stosu (składnicy przyzrębowej). Zasadniczym elementem technicznym szlaków jest odstęp między nimi – uzależniony przede wszystkim od wieku drzewostanu.
Wyróżnia się cztery zasadnicze systemy szlaków zrywkowych:
- System szlaków prostopadłych do drogi wywozowej, gdzie składnice znajdują się na końcu każdego ze szlaków.
Zaletami takiego systemu jest:
  - Prostota wykonania,
  - Drewno zrywane jest po najkrótszej trasie.
Wadami są:
  - Duża liczba składnic,
  - Mało drewna na składnicach.
- System szlaków zrywkowych w „jodełkę”. Są tu szlaki zbiorcze, które wpadają do składnicy i szlaki zwykłe, dochodzące do zbiorczych. W tym przypadku jest jedna duża składnica.
Zalety:
  - Mała liczba składnic,
  - Dużo drewna na każdej składnicy,
  - Lepsze udostępnienie terenu leśnego.
Wady:
  - Wydłuża się odległość zrywki,
  - Więcej wycina się drzew,
  - Gleba na szlaku zbiorczym jest mocno ubita, uszkadzane są korzenie drzew przy szlaku.
- System szlaków pod kątem 45 stopni do drogi wywozowej, system podobny do poprzedniego: jest jedna duża składnica.
Zalety:
  - Mała liczba składnic,
  - Dużo drewna na składnicach
Wady:
  - Znacznie wydłuża się odległość zrywki.
- System szlaków zrywkowych wpisany w naturalną rzeźbę terenu, ma zastosowanie praktyczne w górach, gdzie inne systemy są nieprzydatne. Ograniczającym elementem są spadki podłużne i poprzeczne.